# Ясный Луч (Новосибирская область)
Ясный Луч — упразднённый посёлок в Баганском районе Новосибирской области. На момент упразднения входил в состав Палецкого сельсовет. Исключен из учётных данных в 1977 г.

## География
Располагался на востоке района, между рекой Баган и озерами Ульяново, Угловое и Балон, в 6,5 км к северо-востоку от села Палецкое. 

## История
Основан в 1920 году. В 1928 году состоял из 20 хозяйства. В административном входил в состав Палецкого сельсовета Черно-Курьинского района Славгородского округа Сибирского края.
Упразднён решением Новосибирского облисполкома от 28.07.1977 г. № 509 как фактически не существующий.

## Население
В 1926 году в посёлке проживало 106 человек (52 мужчины и 54 женщины), основное население — украинцы.